# Fernando Fattori
Pour les articles homonymes, voir Fattori.
Fernando Fattori, né le 4 juillet 1945, à Ancône, en Italie, est un ancien joueur italien de basket-ball.

## Palmarès
- Finaliste des Jeux méditerranéens de 1967